# Джерем (департамент)
Джерем — департамент регіону Адамауа в Камеруні. Департамент займає площу 13 283 км² і станом на 2001 рік мав 89 382 населення. Адміністративний центр департаменту знаходиться в Тібаті. Названо на честь річки Джерем.

## Підрозділи
Департамент адміністративно поділяється на округи, комуни та села.
- Нгаундаль
- Тібаті

## Дивіться також
Комуни Камеруну